# 杉浦茂
杉浦 茂（すぎうら しげる、1908年4月3日 - 2000年4月23日）は、日本の漫画家である。東京府東京市本郷区湯島新花町（現在の東京都文京区湯島二丁目）生まれ。戦前はユーモア漫画や教育漫画を多く描いたが、戦後に手掛けた多くの独特でナンセンスなギャグ漫画は熱狂的な人気を呼び、88歳まで執筆活動を続けた。初期の筆名に杉浦シゲルがある。

## 年表
- 1908年（明治41年）4月3日 - 生誕。
- 1926年（大正15年） - 1930年（昭和5年） - 18歳から22歳まで太平洋画会研究所入所。
- 1930年（昭和5年） - 22歳。『夏の帝大』で第11回帝展（現日展）洋画部入選。
- 1932年（昭和7年） - 24歳。田河水泡に師事。作品『どうも近ごろ物騒でいけねえ』が東京朝日新聞に載り、漫画家デビュー。
- 1943年（昭和18年） - 35歳。茂原映画研究所に就職。
- 1945年（昭和20年）7月 - 37歳。召集令状が届き、世田谷砲兵連隊に配属され、熊本県に駐屯。
- 1945年（昭和20年）9月下旬 - 復員。
- 1953年（昭和28年） - 1958年（昭和33年） - 46歳から50歳まで、杉浦茂の5年間の黄金期。
- 1954年（昭和29年） - 46歳。斉藤あきらが杉浦に入門。
- 1958年（昭和33年） - 50歳。約半年間療養。
- 1996年（平成8年） - 88歳。遺作となる『2901年宇宙の旅』執筆。
- 2000年（平成12年）4月23日 - 92歳。歿

## 生涯
杉浦の創作活動は3期に分けられる。戦前の第1期ではユーモア漫画や教育漫画を、徴兵を挟んで終戦の翌年からの第2期では、一転してナンセンスな子供向け漫画を多く手掛けた。この時期のうち、1953年から1958年までは、その殺人的な仕事量と、多くの代表作が生み出されたことから「杉浦茂の黄金期」とされ、「奇跡の5年間」とも表される。その後、仕事の休止を挟んで1968年からの第三期では、シュールレアリスムを思わせる奔放な漫画を描き、サブカルチャーブームにも乗ってイラスト仕事も行った。

### 生い立ち
1908年（明治41年）、東京市本郷区湯島に開業医の三男として生まれる。湯島尋常小学校（今の文京区立湯島小学校）時代は友人に恵まれ、押川春浪から田山花袋、上田秋成などの多様な小説や、『猿飛佐助』を初めとする立川文庫（立川文明堂刊）などで講談趣味を教わった。また、週末には本郷の第五福宝館や、長じてからは新宿の武蔵野館などの映画館に通い、アメリカ製の喜劇物や西部劇などをたびたび鑑賞した。20歳ごろからは兄が定期購読していた『新青年』（博文館発行）にも親しみ、これらの文物が後の漫画創作の下地となった。
郁文館中学校（旧制・現在の郁文館中学校・高等学校）時代に、当時の人気漫画家北沢楽天とその一門に影響され、初めての漫画（ポンチ絵）を描く。餠を題材にした四ページほどのこの滑稽なコマ漫画は、後の漫画家人生の原点になった。しかし、その後も継続して漫画を描いていたわけではなく、杉浦によると、漫画家になるまでは漫画への興味、知識は特に無かったという。父親は杉浦を眼科医にさせたかったが、杉浦の夢はプロの西洋画家になることであった。中学時代に上級生から教えられた藤田嗣治に憧れ、また、趣味で日本画を描いていた父と文展（文部省美術展覧会、後の帝展、日展）に通うことで、その思いを募らせた。
1924年（大正13年）、父が、過労によって当時流行していた嗜眠性脳炎（眠り病）を患い急死。二人の兄が医学校に進学したこともあって家計が悪化し、杉浦は美術学校（芸大）への進学の道を絶たれる。その後、医者になった兄の金銭援助を受け、1926年から1930年まで太平洋画会研究所に入所。西洋画の制作に取り組む。人物画のモデルを雇うには金がかかるいうこともあり、杉浦は、好んで西洋建築のある風景画を描いた。外出して写生をしている内に、野獣派の長谷川利行や横山潤之助と知り合うことにもなった。また、研究所とは別に1927年（昭和2年）から1931年（昭和6年）まで洋画家の高橋虎之助にも師事。1930年には、日展（日本美術展覧会）の前身である第11回帝展（帝国美術展覧会）洋画部に、油彩（50号）の風景画『夏の帝大』で入選している。

### 漫画家へ（第一期）
全ての生活の糧を二人の兄に頼っていた杉浦は、一念発起して洋画家とは別の道を目指すことにする。知人から田河水泡への紹介状をもらい、その後3カ月、勝手の分らない漫画家の道を目指すかどうか悩んだ末、1932年（昭和7年）4月1日、小石川の高級アパート・久世山ハウスを訪ね、田河の門下となった。田河はこの時、すでに『のらくろ』により売れっ子作家となっており、杉浦もその名前は知っていた。入門の数日後には、山梨から上京してきた倉金虎雄（後の倉金章介）も門下になり、それまで弟子がいなかった田河に、二人の門下生ができた。田河の妻、高見澤潤子によれば、「弟子と言えば、杉浦茂が一番弟子であり、荻窪の家へはときどき訪ねて来て、倉金章介やその他の若い人たちと、よくいっしょにあつまっていたが、その後は、あまり家に来なくなった。」という。ただし、杉浦は戦後の1947年にも、その頃荻窪にあった田河の家を訪れており、親交が全く途絶えたわけではなかった。
田河は「制作環境に接していれば漫画は自然と分るものだ」という考えから、指導を特に行わなかった。杉浦は、倉金とともに原稿のベタ塗りなどを手伝いつつ、東京朝日新聞（1932年12月18日付）に一枚ものの『どうも近ごろ物騒でいけねえ』を執筆、デビューを果たす。その後もいくつかの短中篇作品が少年誌に掲載された。しかし、杉浦はネタの引出しが少なく、苦肉の策として別の雑誌に同じネタを使い回すこともあり、この傾向はその後も続いた。また、戦前の作品からは、描線や登場人物の表情に横井福次郎の影響も見受けられる。杉浦の元には、洋画家の岩月信澄（栗原信門下）と日本画家の加藤宗男（堅山南風門下）という同い年の2人の親友がアシスタントに入った。
1933年（昭和8年）には、家から独立。杉並区高円寺のアパートに移り住んだのち、翌1934年に音羽の小石川アパートへ引っ越し、同アパートに住んでいた挿絵画家の霜野二一彦、漫画家の広瀬しん平と親交を得る。その後、1936年には本郷区本郷森川町にある徳田秋声の経営する不二ハウスへ移った。
1937年（昭和12年）、田河を顧問に昭和漫画会が結成され、杉浦もその一員となる。この頃より、軍役召集が始まり、漫画家にも令状が届くようになったため、その5月より田河が創刊した『小学漫画新聞』は、発行停止を余儀なくされる。また、国家統制に関る漫画家団体として、1939年、宮尾しげをを会長に日本児童漫画家協会が結成され、昭和漫画会同人全員とともに杉浦も参加。この後も、1940年に新日本漫画家協会、1942年に少年文学作家画家協会が発足し、1943年には、新日本漫画家協会が発展解消、大政翼賛会肝煎で日本に居た全漫画家が入会した日本漫画奉公会（会長北沢楽天）が結成され、杉浦もそれらに参加した。
戦争が激化するにつれ、政府は企業への統制を強めた。出版社が統廃合され、雑誌の数も減少し、雑誌の仕事が無くなるにつれ、多くの漫画家は発表の場を単行本へ移した。杉浦も1941年（昭和16年）に初めての単行本『ゲンキナコグマ』を国華堂書店より出版。その後も啓蒙的な教育作品を制作し、単行本での発表を続けた。戦前期の杉浦は、主に国華堂書店から10冊の描下ろし単行本を出版した。
1943年（昭和18年）に結婚し、横浜市港北区妙蓮寺から江戸川区小岩町へ移り住む。しかし、結婚披露宴の費用で貯金を費やし、単行本の仕事も無くなり、漫画家生活を諦める寸前にまで陥ってしまう。前年に出した『コドモ南海記』（国華堂書店）の印税が頼りで、仕事机や本棚、結婚祝いの柱時計も古道具屋に売ってしまうほどだった。そんな時、電車内で、通勤途中であった旧友の漫画家岡田晟（倉金と同郷で親友）と偶然出会い、そのまま勤め先である映画会社の茂原映画研究所に同行し、就職させてもらう。杉浦の後に、仕事に困っていた旧知の漫画家の帷子進もここで働いた。杉浦は軍関連の教材映画のセル画の仕事を担当した。
元来病弱な杉浦は、徴兵検査で丙種とされていたたが、1945年（昭和20年）7月に召集を受け、世田谷の砲兵連隊に入隊、熊本県へ派兵される。アメリカ軍の有明海上陸に備え、玉名郡梅林村の梅林国民学校に駐屯し、首から吊るした火薬箱を両手で抱えて人間爆弾として突撃するための訓練などを受けたが、急な環境の変化と栄養失調により下痢を起こし、半病人となった。

### 戦後の黄金期（第二期）
終戦後、杉浦は1945年（昭和20年）9月末に復員したが、翌年まで漫画の仕事は無く、食料（さつまいも）の確保に明け暮れる。戦中の勤め先であった茂原映画研究所は、日本映画社（日映）に吸収されてアニメ映画専門の会社となり、後に漫画家となる福井英一と知り合えたものの、杉浦と同僚の帷子はアニメ映画が大嫌いだったことから、共に会社を辞めることになる。
1946年（昭和21年）、杉浦は、帷子宅で出版社新生閣の社長鈴木省三に紹介される。小学館出身の鈴木は、新生閣で当時大流行していたこども漫画に注力していた。杉浦は、単行本『冒険ベンちゃん』を描き下ろし、これが戦後初の漫画仕事となった。その後、新生閣では西部劇を中心に執筆し、同社発行誌の『少年少女漫画と読物』には『冒険ベンちゃん』や『弾丸トミー』、『コッペパンタロー』（後に『ピストルボーイ』に改題）を連載した。
鈴木は、経営不振の責任を取って新生閣社長を辞任後、1953年に小学館出版部長に復帰し、同じ一ツ橋グループの集英社出版部長を兼任。集英社で『おもしろ漫画文庫』を創刊した。杉浦の代表作となる『猿飛佐助』は、その21巻目として描かれた。同作は12万4千部刷られ、同文庫の中で一番の売上を記録。この大好評を受け、『猿飛佐助』は雑誌『おもしろブック』（集英社）に連載となる（1954年3月 - 1955年12月）。また、これをきっかけに杉浦の仕事は大幅に増え、1958年までの 5年間の間（46歳 - 50歳）に、後の代表作となる様々な長編漫画が生み出された。忍術物の『猿飛佐助』、『少年児雷也』、完全オリジナルの『ドロンちび丸』。西部劇では、背景の描き方等にアメコミの影響が見受けられる『弾丸トミー』、『ピストルボーイ』、SF物の『怪星ガイガー』（改題改稿して『0人間』）などである。また、コミカライズ作品では『モヒカン族の最後』、『ゴジラ』、『大あばれゴジラ』がある。この時期の作品テーマは、冒険物（1950年まで）から西部劇（1953年まで）に移り、さらに時代物へと変わっていったが、それぞれの作品に、戦前の小説や映画を盛んに見た経験が活かされている。1958年には、集英社から、描下ろし作品『杉浦茂傑作漫画全集』が全 8巻で刊行された。しかし、対応しきれないほどの仕事が殺到し、昼も夜も仕事をし続けた杉浦は体調を崩してしまう。1959年という年は『週刊少年サンデー』（小学館）と『週刊少年マガジン』（講談社）の二つの漫画誌が創刊され、有力漫画家の仕事が月刊誌から週刊誌へ移行していった時期だが、杉浦は、とてもやりきれないと週刊誌の依頼を断っている。
この子供向け漫画を中心とした第 2期の活動は1966年（昭和41年）まで続いた。

### 第三期以降
1960年代以降は、ストーリー漫画が主流となり、子供向け漫画専門の杉浦は苦戦するようになる。慣れぬ持ち込み行い、時流に乗る様な大人漫画も描いた。
1968年（杉浦60歳）から漫画の仕事を再開(第3期)。この時期は「とにかく漫画は面白さが大切」という考えから、さらに作風が奔放になり、アートの様な、シュールレアリスティックでサイケデリックな作品を多く手掛けた。また、1969年の虫コミックス（虫プロ商事）での『猿飛佐助』の再単行本化以降、自身の手で過去の作品をよりはちゃめちゃに改稿するようになるが、このことに対する読者から抗議の投書が来たことにより、改稿をやめている。
70歳に入ってからも精力的に活動を続けた。名作を杉浦流に改変した『日本名作劇場』を『太陽 (平凡社)』（1980年1月号 - 1981年6月号）に執筆。単行本『まんが聊斎志異』（上巻 1989年刊、中巻 1990年刊）を描き下ろす。また、1980年代から、杉浦のナンセンスでシュールな作風がサブカルチャーの興隆と共に再評価されると、1989年の第29回児童文化功労者に選出された。さらに、杉浦の作品集が何度か編まれている。また、この他にイラストの仕事も手掛けている。森永製菓「ぼうチョコ」のパッケージイラストや、有楽町西武の開店を宣伝するポスターと、CM のキャラクターのデザイン（1984年）、ソニー、日立、横浜ドリームランド、ニコンへのイラスト提供、筒井康隆『お助け・三丁目が戦争です』金の星社（1986年）と、糸井重里『私は嘘が嫌いだ』ちくま文庫（1993年）の挿絵などである。
1996年（平成8年）、88歳になった杉浦は『杉浦茂マンガ館』第5巻のために「2901年宇宙の旅」を描下ろし、64年に及んだ長い長い画業を終えた。
1999年（平成11年）、杉浦は交通事故で腰の骨を折って寝たきりになり、その後椅子に座れるほどには回復したものの、2000年（平成12年）4月23日、入院先の病院で腹膜炎により死去した。92歳だった。

### 死後
杉浦の原稿は散逸がひどく、死後も作品の発掘が進められている。2007年から中野書店のものと同名の『杉浦茂傑作選集』が青林工藝舎より刊行され、これまでに未収録だった改稿版が単行本化された。2013年には、1958年に刊行された『杉浦茂傑作漫画全集』（集英社）全8巻の内、 4巻（2, 5, 6, 7）が選ばれ、BOX入り『杉浦茂傑作漫画選集 0人間』として小学館クリエイティブから刊行された。また、2002年に、東京都三鷹市の三鷹市美術ギャラリーにて「杉浦茂 - なんじゃらほい - の世界展」、2009年に、京都市中京区の京都国際マンガミュージアムで「冒険と奇想の漫画家・杉浦茂101年祭」展、2012年には、東京都江東区の森下文化センター（田河水泡・のらくろ館と同じ建物）で「びっくりどんぐり奇想天外 杉浦茂のとと? 展」と、画業を紹介する展覧会も開催された。四方田犬彦は、著書『日本の漫画への感謝』（潮出版社、2013年）の中で、杉浦茂を最初に取り上げている。

## 作風と評価
杉浦作品は、その独自色の強い強烈な作風から漫画の歴史では語りづらく異端である。同時代に活躍した手塚治虫も、戦前から杉浦のことをユニークな作品を描く漫画家として注目していたが「田河水泡門下とはつゆ知らず、倉金良行（章介）さんとは一線を劃した独立独歩の作家だと思っていた」と語っている。呉智英は、杉浦作品を「戦後復興期から高度成長開始期という現代マンガ成立期でも特筆すべき存在」とし、全盛期の1950年代でさえ、様式的でないギャグや超現実的な物が横溢する作風は異質であり、時代を先取りするものであったと評する。米沢嘉博は、杉浦茂の世界を「メタモルフォセスと奇人変人と食い物にあふれかえった、マンガ故のでたらめで自由な世界」と表現した。山口昌男は杉浦を「へたうまのはしり」と目しており、杉浦が影響を受けた映画や歌舞伎などの世界がコラージュの技法も使って、時間や空間、論理の制約を受けず、登場人物が飛躍する様を「カーニバルのそれに近いイメージの祝祭空間」と評している。
杉浦作品の大胆な筋運びは、杉浦の漫画に対する独特な姿勢が大きく影響している。普通は、構想をまとめた後にネームや下書きなどを経てペン入れに至るが、杉浦は頭の中で、大体の構想をまとめた後、下書きをせずに一発でペンを入れ、執筆途中でも「こちらの方が面白い」と思い至ったら話の筋を曲げるようなことを頻繁に行っていた。弟子の斉藤によれば、杉浦は「ぼくはね、話が前とつながってなくてもいいんだよ」と語っていたという。こうした奔放さは、杉浦作品の大ゴマでよく見る、物語の筋と関係ない群衆が、主要登場人物を埋没させるほどにてんでバラバラに行動し、おしゃべりしたり歌ったりするお祭り騒ぎのような賑やかさにも表れている。また、画家時代の腕を活かしたリアル調の絵でギャグをしたり、デフォルメの絵とリアルの絵を交互に挟んだりする奇抜なセンスも見られる。また、杉浦作品に欠かせないものの一つに、気味の悪い怪物がある。カンブリア紀の生き物さながらのものや、文化や時代性に捕らわれないぶっ飛んだデザインの数々の怪物が現れ、忍術物では登場人物の忍者たちがそういったものに変化（へんげ）している。
杉浦は登場人物の名づけ方も独特である。代表作の『猿飛佐助』を例にとると、食べ物に由来した「うどんこプップのすけ」や「コロッケ五えんのすけ」、「おおそうじでんじろう」（大河内傳次郎）や「たんげ五ぜん」（丹下左膳）などのダジャレ、「おもしろかおざえもん」といった何とも言えないものなど、独自の言語センスを発揮した。斉藤は、杉浦が読者の子供の覚えやすさと親しみやすさを重視してのことだという。こうした言語センスは登場人物の台詞回しにも表れている。例えば、杉浦のプロレスマニアぶりが発揮された『拳斗けん太』や『プロレスの助』では、「えーい」と兇器も辞さない激しい挌闘、暴力で倒された相手が、「ぱ」や「パ」、「て」などの一言悲鳴をあげたり、「ふわ」、「ホワッ」、「ふういてえ」などと笑顔で断末魔をあげたりするところは読者に牧歌的な印象を与える効果が出ている。また、唐沢俊一は登場人物がよく本筋と関係なくとりとめもない無駄口を叩くことを指摘し、登場人物への名づけセンスや台詞回しに落語からの影響を指摘している。歌を歌う群衆について前述したが、主要人物もよく歌を歌っている。『猿飛佐助』では真田十勇士の一人三好青海入道が、「しらないまーに食べちゃった♪」と他人の食べ物をテンポよく歌って歌詞で状況説明してつまみ食いをするギャグを披露している。

## 弟子
戦後の黄金期（第二期）、杉浦には3人のアシスタントがいた。戦前から引き続き、友人加藤宗男が杉浦を手伝っていたが、加藤はその後早くに逝去。この加藤以外の2人が杉浦の弟子で、1人は斉藤あきら、もう1人は藤巻悟郎である。藤巻は数年で引退したため、長く杉浦の元に残ったのは斉藤だけだった。戦前の杉浦は漫画の素人だったにもかかわらず、師匠の田河から漫画について直接教わらなかったが、斉藤も1954年の入門当時、印刷工場勤務の傍ら定時制の高校に通う10代の少年であり、漫画については高校の新聞部で1コマ漫画を描いた経験がある程度だった。斉藤は杉浦が近くに住んでいることを知って親しみをもち、ファンレターを出した。すると、杉浦から地図付きの返信が届き、江戸川区小岩町の自宅に招かれた。訪問当日、杉浦と談笑した後、急に杉浦が描きかけの原稿の余白に絵を描くことを指示した。この時斉藤は自分が絵を描くことを伝えていなかったし、また、漫画は好きだったものの、漫画家になるつもりは全くなかった。斉藤本人は手伝いはこれきりにするつもりだったのだが、また杉浦から手伝いの依頼が来て、ついに入門することになったという。杉浦と斉藤は、漫画のアイデアの出し方など漫画制作の根本に関る様なことはほぼ話し合わなかった。ただ、田河がそうだったように、杉浦も斉藤には仕事を紹介した。斉藤は、長じて漫画技術を習得して杉浦以外にも高野よしてるや手塚治虫、横山光輝の元でもアシスタントを経験し、独立して「ジャガープロ」を設立した。その後、ジャガープロは赤塚不二夫のフジオ・プロダクション「斉藤班」となり、斉藤は赤塚のアシスタントも務めたが、他の漫画家のそれと比較して杉浦の仕事振りの独特さに驚いたという。

## 影響

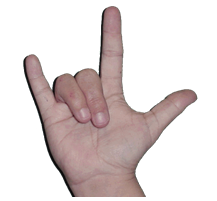
杉浦作品頻出の指のポーズ

杉浦への弟子入り後にフジオ・プロに入った斉藤が語るように、赤塚不二夫は杉浦茂のファンで、登場人物の「レレレのおじさん」の「レレレ」は杉浦作品から来ているし、それ以外にも「あたいのことさ」とか「いっけねえ」、「いたいのなんのって、もう」等の定番の台詞にも影響も与えた。また、杉浦作品の登場人物が頻繁に見せる手のポーズに、広げた指のうち中指と薬指を曲げるポーズがあるが（アメリカ手話の「I Love You」の形。読者に向かって手の甲を向けるか平を向けるかは一定しない）、このポーズは手塚治虫『鉄腕アトム』や赤塚不二夫『天才バカボン』、いしいひさいち『ののちゃん』でも確認できる。もう一つ、有名なポーズがあり、腕とつながっていない拳が頭を掻くものだが、手塚治虫が『七色いんこ』や『旋風Z』（SUGIURA SHIGERU の手書き註釈あり）などでギャグポーズとして活用している。また、手塚の『おれは猿飛だ!』は杉浦の『猿飛佐助』の自己流解釈であると語っている。
また、漫画家の日野日出志、みうらじゅん、本秀康やいしかわじゅん、みなもと太郎、花輪和一、タイガー立石など、グラフィックデザイナーの田名網敬一、SF作家のかんべむさし、横田順彌、ミュージシャンの細野晴臣が杉浦から影響を受けたことを語っている。ギャグ漫画家の唐沢なをきは、杉浦への追悼と表し、自作『カスミ伝』にて一話まるまる作風と絵柄を杉浦に似せて描いている。
アニメ監督の宮﨑駿も影響を受けた一人であり、宮﨑によって読売新聞のテレビCMとして、杉浦作品のアニメ化が企画され、『猿飛佐助』、『太閤記』、『八百八狸』などを原作に、駿の長男である宮﨑吾朗が演出を担当し、スタジオジブリによって制作された。このテレビCMは『ふうせんガムすけ』編と題され、2009年より放送された。

## 作品

### 漫画
主要作品のみ掲載とし、例えば新聞雑誌掲載作品は特筆すべきもの以外割愛した。杉浦茂『杉浦茂マンガ館：2901年宇宙の旅』第5巻巻末収録の「杉浦茂・全作品リスト」を主に参考に、ペップ出版編集部編『杉浦まんが研究『まるごと杉浦茂』』ペップ出版<杉浦茂ワンダーランド>別巻収録の小野寺正巳編「完璧作品リスト」で補足して作成した。

### テレビCM
- 読売新聞「ふうせんガムすけ」編 - 原作